# ماهی‌خورک هومبرون
 ماهی‌خورک هومبرون (نام علمی: Actenoides hombroni) نام یک گونه از زیرخانواده ماهی‌خورک درختی است.